# ラジオ災害情報交差点
『ラジオ災害情報交差点』（ラジオさいがいじょうほうこうさてん）は、在京のNHK、民間放送のラジオ局合計7社局と首都圏のライフライン7社で組織する「ラジオライフラインネットワーク」が共同制作する特別番組である。
ラジオライフラインネットワークは、1995年1月17日に発生した阪神・淡路大震災を教訓に、震災時の情報源としてラジオが改めて重要視され発足された。

## 内容
毎年3月11日の東日本大震災発生日と9月1日の防災の日の8時46分から約8分間に放送している。平日の放送時間は原則としてこの時間に固定されており、RFラジオ日本以外は当該時間帯のワイド番組に内包され、RFは独立番組として放送される。土・日については後述する。
番組内容は7局同時生放送（時期によっては一部局が放送時間を変える関係で事前収録）で各局が毎回持ち回りで幹事社となり、リレー形式で各局の防災キャスターやアナウンサーが1人ずつ出演し、各局の災害報道への取り組みを紹介している。また幹事社とライフライン各社を電話でつなぎ、災害が発生したときの注意点や災害への取り組みを紹介している。
放送日が土曜日、日曜日の場合は各局からの音声を幹事局が取りまとめる形にした完パケ番組を各局で放送するため放送時間が異なる。これは名古屋地区の『ラジオ・ライフラインネットワーク』を放送する場合と同じである。
実際に大地震が発生し被害が出た場合は、1時間に1回（約10分程度）、各局の持っている被災者に向けた情報を共有し、全局で放送を実施する。詳細は#実際の対応参照。年2回の番組以外でも毎月、回線のチェックおよびお互いの局の顔合わせやライフラインの見学会を行う。

### 放送進行
（生放送内包の場合のみ）放送前に各局より『ラジオ災害情報交差点』について簡単に紹介してリレーする。
- オープニング
  - 幹事局から、『ラジオ災害情報交差点』に関するあらましを紹介する。
- 各局リレー（以下の各局から幹事は持ち回り。幹事局となった局は最後に局の取り組みを紹介する）
  - 原則、幹事局→NHK→TBSラジオ→文化放送→ニッポン放送→RFラジオ日本→TOKYO FM→J-WAVE→幹事局[4]
- ライフライン各社
  - 基本的に、東京電力パワーグリッド→東京ガスネットワーク→東京都水道局→NTT東日本→NTTドコモ→KDDI→ソフトバンクとリレーする。
    - このうちの1社が最後に回り、幹事局のスタジオゲストとなる。

  - このあと、スタジオに別のゲストを迎え、災害時の心得などを紹介することもある。
- エンディング
  - 幹事局から、『ラジオ災害情報交差点』について伝えた旨を読み上げて終了、各局編成へ戻る。

## 実施ラジオ局

### AM放送
- NHK首都圏放送センター ラジオ第1放送
  - 中継のみ参加し、放送自体は行わない場合もある。
- TBSラジオ
- 文化放送
- ニッポン放送
- アール・エフ・ラジオ日本（RFラジオ日本）

### FM放送
- エフエム東京（TOKYO FM）
- J-WAVE

## ライフライン各社
- 東京都水道局
- 東京電力パワーグリッド：当初は東京電力として参加、2016年4月の分社化に伴って継承。
- 東京ガスネットワーク：当初は東京ガスとして参加、2022年4月の分社化に伴って継承。
- NTT東日本
- NTTドコモ
- KDDI：2022年より参加。実質的にauとしての参加となる。
- ソフトバンク：2025年より参加。

## 実際の対応

### 東北地方太平洋沖地震
2011年（平成23年）3月11日（金曜日）14時46分頃、本震が発生。宮城県で最大震度7を記録したほか、東日本の太平洋側全域で震度4から6強となり、首都圏の交通は終日麻痺状態となった。
J-WAVEが幹事局となり（当初幹事局のNHKより変更。その理由については不明）、震災当日の18時台から翌日8時台まで、毎時15分から約10分間『ラジオライフラインネットワーク』としてライフライン情報を伝えた。ただし参加局のうちNHKラジオ第1については独自に情報を伝え、ほかの局との同時放送は行わなかった。
8時15分のパートが終了した後も各局は関連特番、もしくは番組内容を大幅に変更しての放送が続いた。